# Gonzalo González (futbolista)
Fernando Gonzalo González (1 de septiembre de 1970, Quilmes, Provincia de Buenos Aires, Argentina) es un exfutbolista argentino. Jugaba de defensor.

## Trayectoria
Marcador central. Surgido de Cañuelas Fútbol Club club con el que debutó en 1989. Estuvo hasta 1995. En 1995 pasó a Club Atlético Claypole donde estuvo hasta 1996. En 1996 pasó a Club Atlético Brown, fue campeón del clausura (1997) de la "C" y ascendió a la "B", siendo también campeón de Primera "B" en el (2000) con el 'tricolor' de Adrogué, donde estuvo hasta 2002. En el 2002 pasó a Ferro Carril Oeste hasta el 2003. En el 2004 volvió a Club Atlético Brown. En el 2004 pasó a Club Atlético Tigre club con el que consiguió el bicampeonato de la Primera B Metropolitana obteniendo el Apertura de 2004 y el Clausura de 2005. En el 2005 pasó a All Boys donde estuvo hasta el 2006. En el 2006 volvió al Club Atlético Brown donde estuvo hasta el 2007 siendo este su último club en su carrera. Entreno a Estudiantes de Buenos Aires y San Telmo.
- Datos: Q5882970